# مازيغ
مازيغ بن كنعان، اختلف حول أنه هو نفسه بر أم أن له أخ اسمه بر. وولد لمازيغ مادغيس وبرنس، وذهب كل من قال أن بر هو أخ مازيغ إلى أن برنس هو ولد بر.

## في العربية
ذكر الطبري: "أن الأمازيغ من ذرية مازيغ وبر أبناء يقشان ابن إبراهيم ."
وقد ذكر ابن خلدون أنه قد قال القديس أوغسطين قولة مأثورة:«إذا سألتم فلاحينا عن أصلهم؛ سيجيبون: نحن كنعانيون.» وهي أن الأمازيغ أبناء كنعان ابن يقشان.

## في التاريخ
كما يذكر المؤرخ غابرييل كامبس «أن مازيغ هو الأب الأول للأمازيغ.»

## أبناؤه
- مادغيس
- برنس